# سیارک ۹۶۶۵
سیارک ۹۶۶۵ (به انگلیسی: 9665 Inastronoviny، نامگذاری:1996LA) نه هزار و ششصد و شصت و پنجمین سیارک کشف شده‌است که در ۵ ژوئن ۱۹۹۶ کشف شد.
قدر مطلق سیارک برابر ۱۲٫۹۰ است.